# تقويم هجري
التقويم الهجريّ أو التقويم الإسلاميّ أو التقويم العربيّ هو تقويم قمريّ، أي أنه يعتمد على دورة القمر لتحديد الأشهر، مكون من 12 شهرًا قمريًا في عام ذي 354 أو 355 يومًا. ويستخدمه المسلمون حاليًا خاصة في تحديد شهر رمضان، والأشهر الحُرُم، وأشهر الحج، والأعياد، وعدة الطلاق، وعدة الحامل، ودفع الزكاة. أصل التقويم أن العرب من الزمان الأول كانت السنة عندهم قمرية لا شمسية، وهذا حكم توارثوه عن إبراهيم وإسماعيل عندما وفدا إلى مكة وبنيا الكعبة المشرفة.
تتخذ بعض البلدان الإسلامية (مثل المغرب والسعودية) التقويم الهجريّ تقويمًا رسميًا لتوثيق المكاتبات الرسمية في دوائر الدولة. تحولت التعاملات لصالح التقويم الميلاديّ عن التقويم الهجريّ كون التقويم الميلادي يعمل به كل بلدان العالم .

## تاريخ
أشتُهر إن عمر بن الخطاب هو الذي اعتبر الهجرة النبوية مبدأ للتاريخ الإسلامي وجعل هجرة رسول الله من مكة إلى المدينة في 12 ربیع الأول (21 سبتمبر عام 622 م) مرجعا لأول سنة فيه، وهذا هو سبب تسميته بالتقويم الهجريّ. بيد أن عدد من الباحثين في الشأن التاريخي يرون أن أول من أعتبر تاريخ ٍٍالهجرة النبوية بداية لتاريخهم هو النبي مستشهدين على ذَلك بأن النبي كان يؤرّخ رسائله وكتبه إلى أُمراء العرب وكبار الشخصيات وزعماء القبائل بالتاريخ الهجري. وقد سبق عمر بن الخطاب علي بن أبي طالب في كتابة التاريخ حيث روي في عدة أخبار ومنها ما روي عن سعيد بن المسيب:
| تقويم هجري | حَدَّثَنَا أَحْمَدُ بْنُ مُحَمَّدِ بْنِ سَلَمَةَ، ثنا عُثْمَانُ بْنُ سَعِيدٍ الدَّارِمِيُّ، ثنا نُعَيْمُ بْنُ حَمَّادٍ، حَدَّثَنَا عَبْدُ الْعَزِيزِ بْنُ مُحَمَّدٍ، عَنْ عُثْمَانَ بْنِ عُبَيْدِ اللَّهِ أَبِي رَافِعٍ، قَالَ: سَمِعْتُ سَعِيدَ بْنَ الْمُسَيِّبِ يَقُولُ: جَمَعَ عُمَرُ النَّاسَ فَسَأَلَهُمْ مِنْ أَيِّ يَوْمٍ يُكْتَبُ التَّارِيخُ؟ فَقَالَ عَلِيُّ بْنُ أَبِي طَالِبٍ: «مِنْ يَوْمِ هَاجَرَ رَسُولُ اللَّهِ صَلَّى اللهُ عَلَيْهِ وَسَلَّمَ وَتَرَكَ أَرْضَ الشِّرْكِ» فَفَعَلَهُ عُمَرُ رَضِيَ اللَّهُ عَنْهُ «هَذَا حَدِيثٌ صَحِيحُ الْإِسْنَادِ وَلَمْ يُخَرِّجَاهُ». | تقويم هجري |

وعلى الرغم من أن التقويم أنشئ في عهد المسلمين، إلّا أن أسماء الأشهر والتقويم القمريّ كان يستخدم منذ أيام الجاهلية. أول یوم هذا التقویم الجمعة 1 محرم 1 هـ الموافق ل16 تموز/يوليو عام 622 م والموافق ل10.622 بحسب التقويم الإنساني.

## الشهور

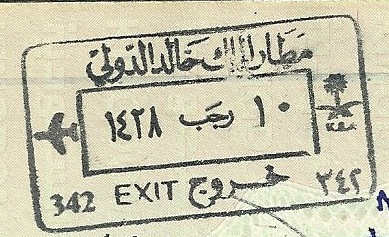
تعتمد المملكة العربية السعودية التقويم الهجري تقويما رسميا.

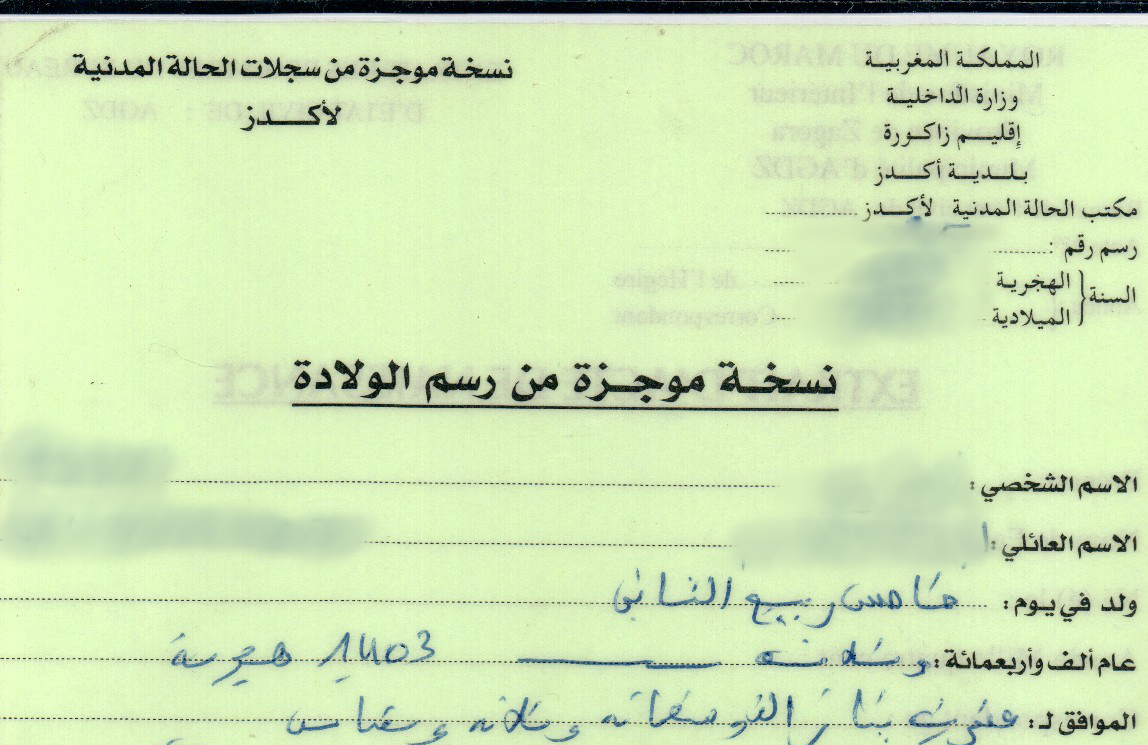
تؤرخ الوثائق الرسمية للمملكة المغربية في كل ما يصدر عن إدارتها باستعمال التاريخ الهجري مع الإشارة إلى موافقه من التاريخ الميلادي عند الاقتضاء.

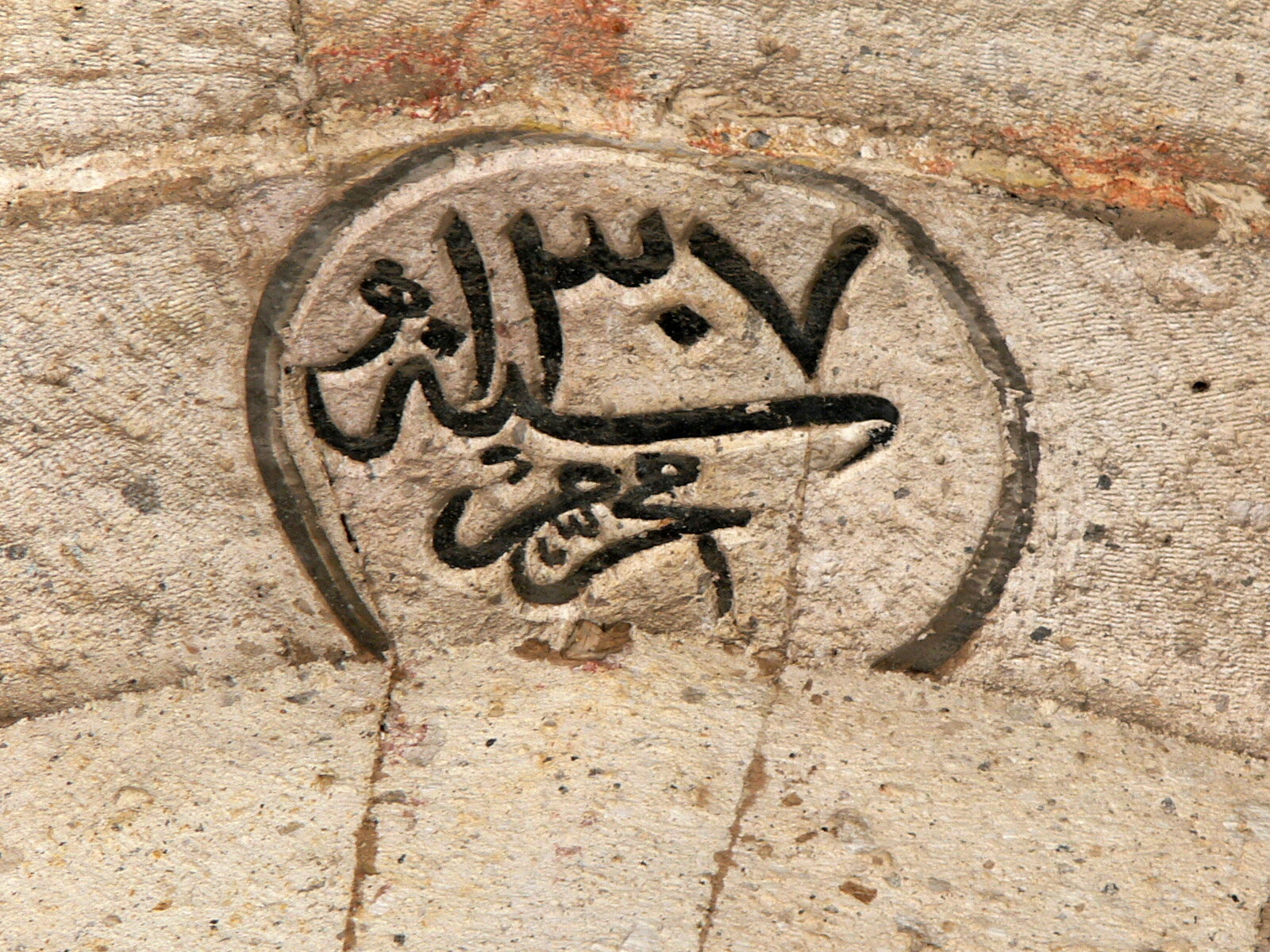
التاريخ الهجري في متحف مدينة قونية التركية

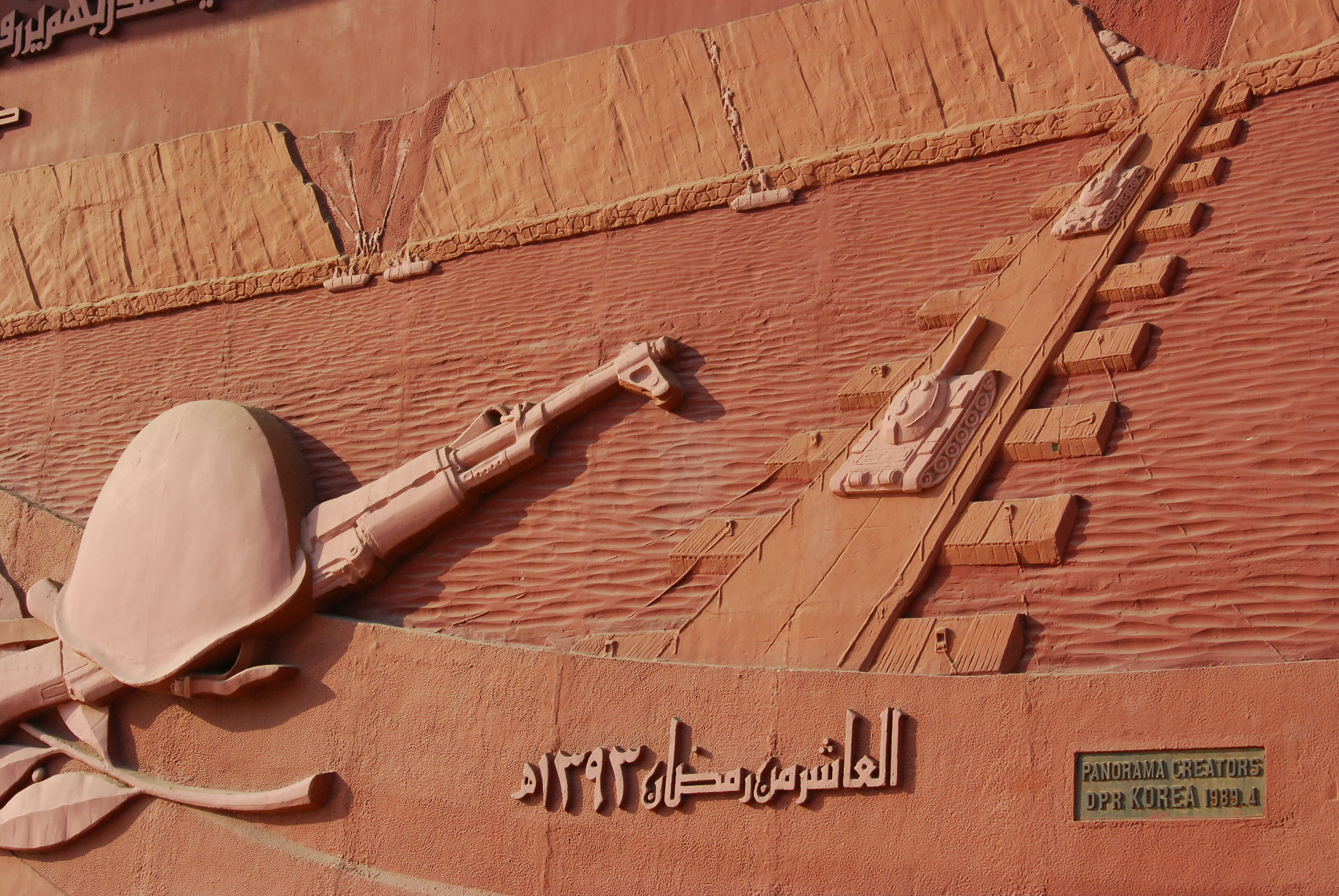
عبور قناة السويس في السادس من شهر أكتوبر الذي كان يوافق العاشر من رمضان.

شهور التقويم الهجري اثنا عشر شهرًا، أربعة منها حُرُمٌ، وهي: رجب (7)، والأشهر الثلاثة المتوالية ذو القعدة (11) وذو الحجة (12) ومحرم (1).
تُعرف هذه الشهور بأسمائها العربية كما وجدها رسول الله حينما بُعث. لكنها عُرفت بأسماء مختلفة عند العرب قبل اجتماعهم على الأسماء الحالية قبل البعثة النبوية بقرنين (200 عام) ، فقد كان يسمى شهر رمضان مثلا «ناتِق». كما أن لها أسماء أخرى غير عربية عند شعوب مسلمة أخرى كالأمازيغ الذين لهم أسماء مختلفة للشهور الهجرية، فيسمى شهر ذي القعدة مثلا في اللغة المزابية «جار لعيود»، ومعناه: بين الأعياد، لكونه يأتي بين شهر شوال الذي فيه عيد الفطر وشهر ذي الحجة الذي فيه عيد الأضحى.
| الرقم | الاسم        | ميزة الشهر                      | أصل التسمية |
| ----- | ------------ | ------------------------------- | --- |
| 1     | المُحَرَّم       | شهر حرام                        | سمي المحرم لأن العرب قبل الإسلام كانوا يحرّمون القتال فيه.                                                                                            |
| 2     | صَفَر          |                                 | سمي صفرا لأن ديار العرب كانت تصفر أي تخلو من أهلها للحرب وقيل لأن العرب كان يغزون فيه القبائل فيتركون من لقوا صفر المتاع.                            |
| 3     | رَبِيعٌ الأَوَّل   |                                 | سمي بذلك لأن تسميته جاءت في الربيع فلزمه ذلك الاسم.                                                                                                  |
| 4     | رَبِيعٌ الآخِر   |                                 | سمي بذلك لأنه تبع الشّهر المسمّى بربيع الأول. |
| 5     | جُمَادَى الأُولى |                                 | كانت تسمى قبل الإسلام باسم جمادى خمسة، وسميت جمادى لوقوعها في الشتاء وقت التسمية حيث جمد الماء وهي مؤنثة النطق.                                      |
| 6     | جُمَادَى الآخِرَة |                                 | سمي بذلك لأنه تبع الشهر المسمى بجمادى الأولى. |
| 7     | رَجَب          | شهر حرام                        | سمي رجبا لترجيبهم الرّماح من الأسنة لأنها تنزع منها فلا يقاتلوا، وقيل: رجب أي توقف عن القتال. ويقال رجب الشيءَ أي هابه وعظمه.                          |
| 8     | شَعْبَان        |                                 | لأنه شعب بين رجب ورمضان، وقيل: يتفرق الناس فيه ويتشعبون طلبا للماء. وقيل لأن العرب كانت تتشعب فيه (أي تتفرق)؛ للحرب والإغارات بعد قعودهم في شهر رجب. |
| 9     | رَمَضَان        | شهر الصيام                      | سُمّي بذلك لرموض الحر وشدة وقع الشمس فيه وقت تسميته، حيث كانت الفترة التي سمي فيها شديدة الحر. ويقال: رمضت الحجارة، إذا سخنت بتأثير الشمس.             |
| 10    | شَوَّال         | فيه عيد الفطر                   | لشولان النوق فيه بأذنابها إذا حملت "أي نقصت وجف لبنها"، فيقال تشوَّلت الإبل: إذا نقص وجفّ لبنها.                                                        |
| 11    | ذُو القَعْدَة    | شهر حرام                        | سمي ذا القعدة لقعودهم في رحالهم عن الغزو والترحال فلا يطلبون كلأً ولا ميرة على اعتباره من الأشهر الحرم.                                               |
| 12    | ذُو الحِجَّة     | شهر حرام، وفيه الحج وعيد الأضحى | سمي بذلك لأن العرب قبل الإسلام يذهبون للحج في هذا الشهر.                                                                                             |

يتكون التقويم الهجري من 12 شهرا قمريا أي أن السنة الهجرية تساوي 354 يوما تقريبا، بالتحديد 354.367056 يوما، والشهر في التقويم الهجري إما أن يكون 29 أو 30 يوما (لأن دورة القمر الظاهرية تساوي 29.530588 يوم). وبما أن هناك فارق 11.2 يوم تقريبا بين التقويم الميلادي الشائع والتقويم الهجري فإن التقويمين لا يتزامنان مما يجعل التحويل بين التقويمين أكثر صعوبة.

### اجتماع العرب لتوحيد الأشهر
في سنة 412 م، وقبل البعثة النبوية بـ200 سنة وبمكة المكرمة اجتمع العرب سواء من رؤساء القبائل أو الوفود في حج ذاك العام أيام كلاب بن مرة الجد الخامس للنبي محمد، لتحديد أسماء جديدة للأشهر يتفق عليها جميع العرب وأهل الجزيرة العربية بعد أن كانت القبائل تسمي الأشهر بأسماء مختلفة، فتوحدوا على الأسماء الحالية.

### نعوت الشهور
| اسم الشهر    | النعت                                        |
| ------------ | -------------------------------------------- |
| محرم         | الحرام                                       |
| صفر          | المظفر، الخير، المبارك، الأعز                |
| ربيع الأول   | الشريف                                       |
| ربيع الآخر   | المبارك                                      |
| جمادى الأول  |                                              |
| جمادى الآخرة |                                              |
| رجب          | الفرد، الحرام، الأحم، الأصب، المرغب، المبارك |
| شعبان        | المعظم، المكرم، الشريف، المبارك              |
| رمضان        | المبارك، المكرم                              |
| شوال         | المبارك، المكرم                              |
| ذو القعدة    | الشريف، الحرام                               |
| ذو الحجة     | الشريف، الحرام                               |

## التحويل بين التقويمين الهجري والميلادي
ورد بالقرآن في سورة الكهف: ﴿وَلَبِثُوا فِي كَهْفِهِمْ ثَلاثَ مِئَةٍ سِنِينَ وَازْدَادُوا تِسْعاً﴾
وفي تفسيرها:
عند أهل الكتاب أنهم لبثوا ثلثمائة سنة شمسية وهنا ذكر ثلثمائة قمرية والتفاوت بين الشمسية والقمرية في كل مائة سنة ثلاث سنين فيكون في ثلثمائة تسع سنين فلذلك ﴿وَازْدَادُوا تِسْعًا﴾.
عموما يوجد فرق حسابي قدره ثلاث سنوات كل مائة عام بين التقويمين ولم يكن العرب أهل علم بالحساب ولم يكونوا يعرفون كيف يحسبون السنين الميلادية والهجرية، أي باختلاف سنين الشمس والقمر؛ لأنه يتفاوت في كل ثلاث وثلاثين وثلث سنة فيكون في ثلثمائة تسع سنين، ولذلك ذكر الفرق في القرآن وازدادوا تسعا ليبين لهم الفرق بين التقويم المستخدم في عهد أهل الكهف وهو تقويم شمسي والتقويم القمري المستخدم عند العرب، فأخبرهم الله بذلك توضيحا لهم.

## تقويم أم القرى
تقويم أم القرى هو تقويم قمري يعتمد على دورة القمر لتحديد الأشهر وكذلك جزء منه تقويم شمسي لتحديد فصول السنة، وهو التقويم الرسمي للمملكة العربية السعودية الذي تؤرخ به على المستويين الرسمي والشعبي. ويعتمد إحداثيات (خط الطول وخط العرض) للكعبة المشرفة في مكة المكرمة أساسا لتقويم أم القرى، ويعتمد على ولادة الهلال فلكيا حال غروب القمر بعد غروب الشمس في مكة المكرمة.

## التقويم الهجري المجدول
التقويم الهجري المجدول (Tabular Islamic calendar)، تقویم هجري يعتمد علی محاسبة عددية (مجدول) يستخدمه المؤرخون لتسهيل حسابه. فالشهور في هذا التقويم توالي من 30 يوم في الأشهرالفردية مثل محرم و29 يوم في الأشهر الزوجية مثل صفر. وشهر الآخر (ذو الحجة) في السنوات الكبیسة یكون 30 یوما. وتكون 11 سنة كبیسة في كل من 30 سنة.

### طريقة العد التيار العالمية
في طریقة العد التيار للتقویم الهجري المجدول إذا تم تقسيم السنة الهجرية علی عدد 30 ويتبقی عدد من أعداد: (2 - 5 - 7 - 10 - 13 - 16 - 18 - 21 - 24 - 26 - 29) تكون السنة سنة كبیسة. هذا التقویم یمكن أن یكون متغایر مع تقويم أم القرى أو تقاویم هجریة (طرق العد) أخری في یوم أو یومان. فالعلاقة بين التاريخ الميلادي وطريقة العد التیار للتقویم الهجری المجدول هي كالتالي: الأول من يناير 2000 (سبت) يتوافق مع 24 من رمضان 1420. وتاریخه الیوم یكون: 15 صفر 1447 هجري مجدول.

### طريقة العد الكويتية
طريقة العد الكويتية طریقة من التقویم الهجري المجدول التي تستخدمها مايكروسوفت للتحويل بين التواريخ الهجرية والميلادية، تكون سنواتها الكبیسة الإحدی عشرة من دورة ال30 سنة هي سنوات: 2, 5, 7, 10, 13, 15, 18, 21, 24, 26, 29.

## وصلات خارجية
- تقويم أم القرى
- التحويل من الهجري إلى الميلادي